# Liga severu
Liga severu (italsky: Lega Nord, LN, od voleb 2018 Liga) je pravicově populistická politická strana v Itálii, založená v roce 1991 jako federace několika regionálních stran ze severní a střední Itálie. Fúze se zúčastnily Lega Lombarda, Lega Veneta, Lega Piemont a další regionální strany. Původně byla aktivní pouze jako federalistická strana na bohatém italském Severu, prosazující i jeho nezávislost; na Jihu nekandidovala. Kolem parlamentních voleb 2018 se však pod vedením Mattea Salviniho přeměnila v celoitalskou nacionalizující formaci.
Strana je tvrdě euroskeptická. Její postoj k eurozóně je nejednoznačný. Matteo Salvini, předseda strany, však odmítá odchod Itálie z Evropské unie.

## Ideologie

### Platforma a politika

Slunce Alp, navrhovaná vlajka pro Padánii od Ligy Severu

- Ideologie Ligy Severu je kombinací politického federalismu, fiskálního federalismu a regionalismu.
- Strana podporuje tradiční kulturu v severní Itálii.
- Cílem strany je transformovat Itálii na federální stát.

Od roku 2008 se Liga Severu opět s velkým vlivem účastnila na vládě premiéra Itálie Silvia Berlusconiho. Jejím tehdejším nejdůležitějším politikem byl Umberto Bossi, který byl ministrem pro reformy, zatímco Roberto Maroni zastával úřad ministra vnitra. Luca Zaia působil ve vládě jako ministr zemědělství a Roberto Calderoli byl ministrem pro zjednodušení zákonů.
Od roku 2013 je předsedou strany Matteo Salvini.

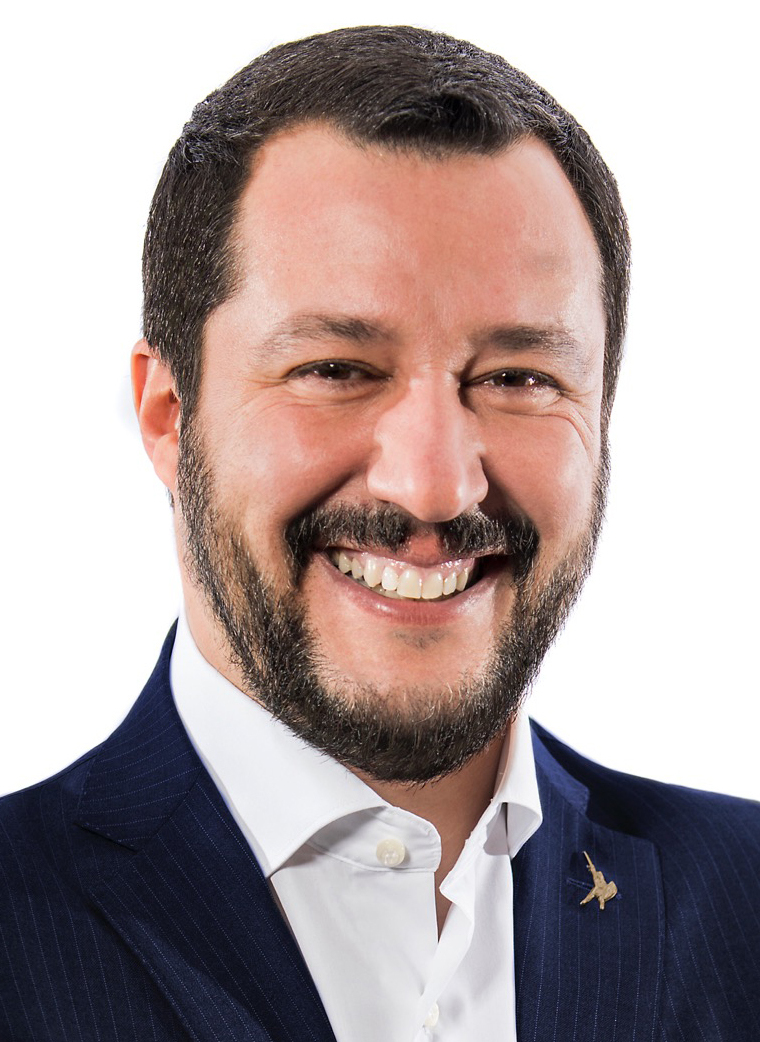
Předseda Ligy severu Matteo Salvini

### Mezinárodní příslušnost
Liga Severu byla původně členem Evropské svobodné aliance. V letech 1994 a 1997 byla členem Evropské liberální, demokratické a reformní strany.
Po evropských volbách v roce 2004 se Liga Severu připojila ke skupině Nezávislost / Demokracie a později přešla do Unie pro Evropu národů. Strana byla zastoupena také v Alianci liberálů a demokratů pro Evropu v Parlamentním shromáždění Rady Evropy až do roku 2006, kdy se její členové připojili k Evropskému demokratickému klubu.
Po evropských volbách v roce 2009 se Liga Severu připojila k nově vytvořené skupině Evropa svobody a demokracie.

## Obvinění z xenofobie
Strana je často označována jako xenofobní a protipřistěhovalecká.
Po volbách do Evropského parlamentu v roce 2009 vyvrátil Timothy Kirkhope, vůdce poslanců britské Konzervativní strany v tomto parlamentu, tvrzení, že by se Liga Severu měla připojit k nově vytvořené skupině Evropští konzervativci a reformisté. Podle britského listu The Times mohly být důvodem tohoto odmítnutí zmíněné xenofobní tendence Ligy Severu.
Liga Severu odmítá všechna tato obvinění z xenofobie. Naopak tvrdí, že je na severu Itálie sama obětí diskriminace a rasismu. K uskupení navíc patří vůbec první černošská starostka v Itálii, po volbách v roce 2018 bude Ligu Severu zastupovat v Senátu i první černošský senátor v italských dějinách. Sandy Cane byla zvolena starostou městečka Viggiù u Varese v 2009. V rozhovoru s britským listem The Independent Sandy Cane řekla, že Liga Severu nemá členy s rasistickými nebo xenofobními názory.

## Volební výsledky
Podle průzkumu veřejného mínění provedeného v lednu 2010 podporovalo 45% Seveřanů v Itálii (52% Lombarďanů a Benátčanů) nezávislost Padánie.
Při volbách do italské Poslanecké sněmovny dne 4. března 2018 získala Liga Severu 17,4 % hlasů. To bylo o 13,3 % vice než v předchozích volbách roku 2013, které ovšem pro tuto stranu dopadly velmi nepříznivě. Nový předseda strany Matteo Salvini se o tento výsledek výrazně zasloužil. Pod jeho vedením získala strana své bývalé voliče zpět, především však velké procento voličů z ekonomicky silných severních oblastí Itálie. To ukazují výsledky regionálních voleb v roce 2018 (v Lombardii a regionu Furlansko-Julské Benátsko (Friuli-Venezia Giulia). Liga Severu má však stále vice příznivců i ve střední Itálii, např. v regionu Lazio.
Souběžně s volbami do Poslanecké sněmovny se konaly volby do Senátu republiky. Výsledky těchto voleb se nijak podstatně nelišily od výsledků voleb do dolní komory parlamentu. Liga Severu v nich získala 17,6 % hlasů.

### Všeobecné volby

#### Poslanecká sněmovna
| Volby | Hlasy     | Hlasy | Mandáty | Mandáty | Pozice | Postavení |
| Volby | Abs.      | %     | Abs.    | ±       | Pozice | Postavení |
| ----- | --------- | ----- | ------- | ------- | ------ | --------- |
| 1992  | 3 395 384 | 8.6   | 55/630  | ▲55     | ▲4.    | Opozice   |
| 1994  | 3 235 248 | 8.4   | 117/630 | ▲62     | ▼5.    | Vláda     |
| 1996  | 3 776 354 | 10.8  | 59/630  | ▼58     | ▲4.    | Opozice   |
| 2001  | 1 464 301 | 3.9   | 30/630  | ▼29     | ▼6.    | Vláda     |
| 2006  | 1 749 632 | 4.6   | 28/630  | ▼2      | ▬6.    | Opozice   |
| 2008  | 3 024 758 | 8.3   | 60/630  | ▲32     | ▲3.    | Vláda     |
| 2013  | 3 024 758 | 4.1   | 20/630  | ▼30     | ▼5.    | Opozice   |
| 2018  | 5 698 687 | 17.4  | 124/630 | ▲104    | ▲3.    | Vláda     |
| 2022  | 2 464 005 | 8.8   | 66/400  | ▼       | ▼4.    | Vláda     |

#### Senát republiky
Celkový počet mandátů v Senátu republiky byl po celé zobrazené období beze změny 315.
| Rok voleb             | Počet všech hlasů | Procento ze všech hlasů | Počet mandátů Ligy Severu | Stranický lídr |
| --------------------- | ----------------- | ----------------------- | ------------------------- | -------------- |
| 1992                  | 2,732,461         | 8.2                     | 25                        | Umberto Bossi  |
| 1994 (se stranou PdL) | –                 | –                       | 60                        | Umberto Bossi  |
| 1996                  | 3,394,733         | 10.4                    | 27                        | Umberto Bossi  |
| 2001 (se stranou CdL) | –                 | –                       | 17                        | Umberto Bossi  |
| 2006                  | 1.530.667         | 4.5                     | 13                        | Umberto Bossi  |
| 2008                  | 2,644,248         | 7.9                     | 26                        | Umberto Bossi  |
| 2013                  | 1,328,555         | 4.3                     | 18                        | Roberto Maroni |
| 2018                  | 5,321,537         | 17.6                    | 58                        | Matteo Salvini |

#### Všeobecné volby – regionální výsledky
Výsledky Ligy Severu:
| Rok  | Ligurie | Piemont | Lombardie | Benátsko | Trento - ST | Friuli-VG | Emilia-Romagna | Toskánsko | Marche | Umbrie | ITÁLIE |
| 1992 | 14,3%   | 16,3%   | 23,0%     | 17,8%    | 8,9%        | 15,3%     | 9,6%           | 3,1%      | 1,3%   | 1,1%   | 8,7%   |
| 1994 | 11,4%   | 15,7%   | 22,1%     | 21,6%    | 7,6%        | 16,9%     | 6,4%           | 2,2%      | -      | -      | 8,4%   |
| 1996 | 10,2%   | 18,2%   | 25,5%     | 29,3%    | 13,2%       | 23,2%     | 7,2%           | 1,8%      | 1,5%   | 1,1%   | 10,1%  |
| 2001 | 3,9%    | 5,9%    | 12,1%     | 10,2%    | 3,7%        | 8,2%      | 3,3%           | 0,6%      | 0,3%   | -      | 3,9%   |
| 2006 | 3,7%    | 6,3%    | 11,7%     | 11,1%    | 4,5%        | 7,2%      | 3,9%           | 1,1%      | 1,0%   | 0,8%   | 4,1%   |
| 2008 | 6,8%    | 12,6%   | 21,6%     | 27,1%    | 9,4%        | 13,0%     | 7,8%           | 2,0%      | 2,2%   | 1,7%   | 8,3%   |

### Regionální volby
Výsledky Ligy Severu:
| Rok  | Údolí Aosty | Ligurie | Piemont | Lombardie | Benátsko | Trento | Jižní Tyrolsko | Friuli-VG | Emilia-Romagna | Toskánsko | Marche | Umbrie | Lazio | Molise |
| 1985 | -           | 0,9%    | 1,1%    | 0,5%      | 3,7%     | -      | -              | -         | 0,4%           | 0,8%      | 0,6%   | 0,4%   | -     | -      |
| 1990 | -           | 5,1%    | 5,1%    | 18,9%     | 5,9%     | -      | -              | -         | 2,9%           | 0,8%      | 0,3%   | 0,2%   | -     | -      |
| 1993 | 7,6%        | -       | -       | -         | -        | 16,2%  | 3,0%           | 26,7%     | -              | -         | -      | -      | -     | -      |
| 1995 | -           | 6,5%    | 9,9%    | 17,6%     | 16,7%    | -      | -              | -         | 3,4%           | 0,7%      | 0,5%   | -      | -     | -      |
| 1998 | 3,4%        | -       | -       | -         | -        | 8,8%   | 0,9%           | 17,3%     | -              | -         | -      | -      | -     | -      |
| 2000 | -           | 4,3%    | 7,6%    | 15,4%     | 12,0%    | -      | -              | -         | 3,3%           | 0,6%      | 0.3%   | 0,3%   | -     | -      |
| 2003 | -           | -       | -       | -         | -        | 6,2%   | 0,5%           | 9,3%      | -              | -         | -      | -      | -     | -      |
| 2005 | -           | 4,7%    | 8,5%    | 15,8%     | 14,7%    | -      | -              | -         | 4,8%           | 1,3%      | 0,8%   | -      | -     | -      |
| 2008 | -           | -       | -       | -         | -        | 14,7%  | 2,1%           | 12,9%     | -              | -         | -      | -      | -     | -      |
| 2010 | -           | 10,2%   | 16,7%   | 26,2%     | 35,2%    | -      | -              | -         | 13,7%          | 6,5%      | 6,3%   | 4,3%   | -     | -      |
| 2013 | -           | -       | -       | 23,2%     | -        | 6,2%   | 2,5%           | 8,3%      | -              | -         | -      |        | -     | -      |
| 2014 | -           | -       | 7,3%    | -         | -        | -      | -              | -         | 19,4%          | -         | -      | -      | -     | -      |
| 2015 | -           | 20,3%   | -       | -         | 40,9%    | -      | -              | -         | -              | 16,2%     | 13,0%  | 14,0%  | -     | -      |
| 2018 | 17,1%       | -       | -       | 29,4%     | -        | -      | -              | 34,9%     | -              | -         | -      | -      | 10,0% | 8,2%   |

### Volby do Evropského parlamentu
Výsledky Ligy Severu:
| Rok  | Liguria | Piemont | Lombardie | Benátsko | Trento - ST | Friuli-VG | Emilia-R. | Toskánsko | Marche | Umbrie | ITÁLIE |
| 1989 | ?       | ?       | ?         | ?        | ?           | ?         | ?         | ?         | ?      | ?      | 1,8%   |
| 1994 | ?       | ?       | ?         | ?        | ?           | ?         | ?         | ?         | ?      | ?      | 6,6%   |
| 1999 | 3,7%    | 7,8%    | 13,1%     | 10,7%    | 2,4%        | 10,1%     | 3,0%      | 0,6%      | 0,4%   | 0,3%   | 4,5%   |
| 2004 | 4,1%    | 8,2%    | 13,8%     | 14,1%    | 3,5%        | 8,5%      | 3,4%      | 0,8%      | 0,9%   | 0,6%   | 5,0%   |
| 2009 | 9,9%    | 15,7%   | 22,7%     | 28,4%    | 9,9%        | 17,5%     | 11,1%     | 4,3%      | 5,5%   | 3,6%   | 10,2%  |
| 2014 |         |         |           |          |             |           |           |           |        |        | 6.16%  |
| 2019 |         |         |           |          |             |           |           |           |        |        | 34,3%  |